# Astrocystyda

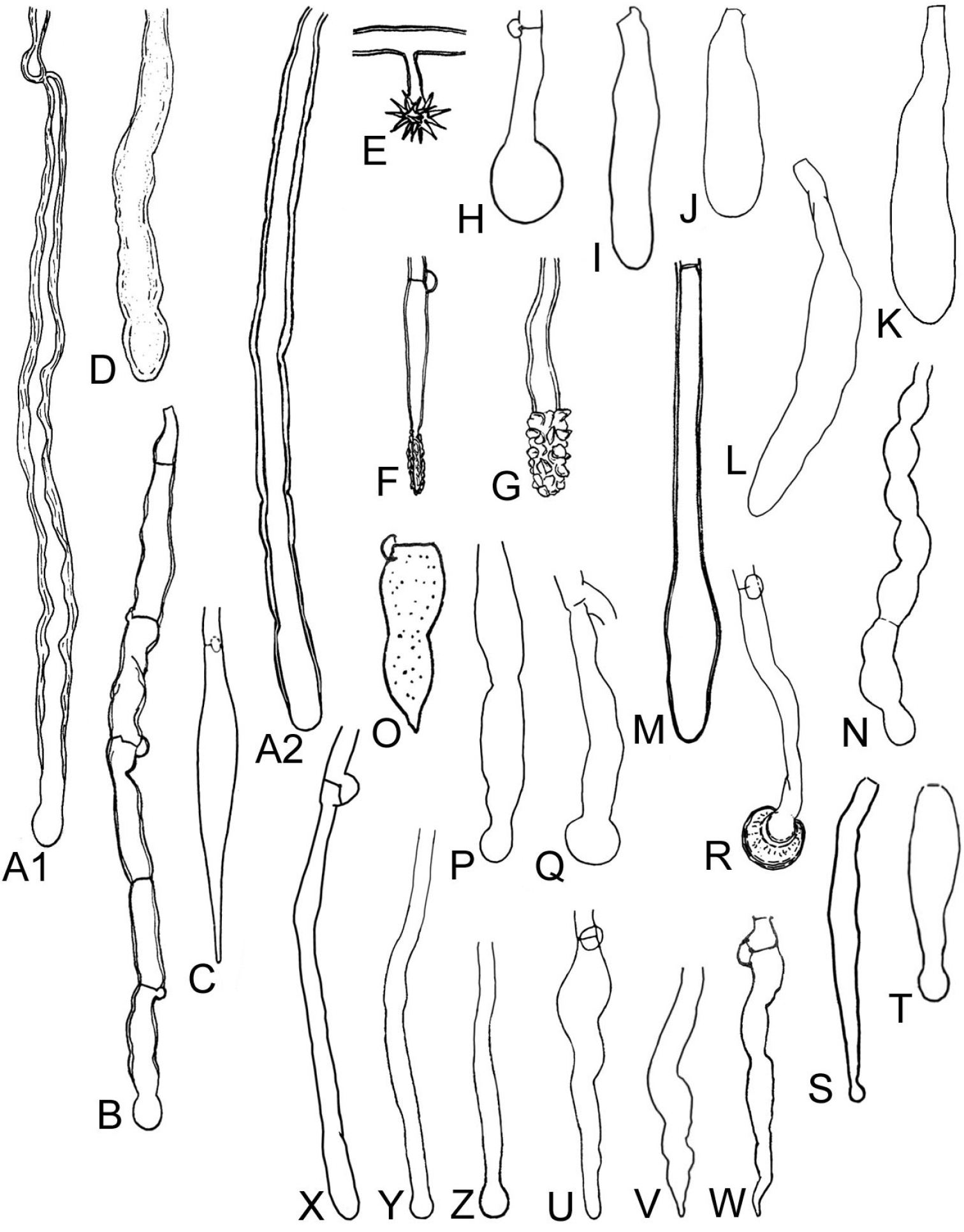
A – szkieletocystyda, A2 – szkieletocystyda rurkowata, B – szkieletocystyda septowana, C – hastocystyda, D – gleocystyda, E – astrocystyda, F – lagenocystyda, lamprocystyda

Astrocystyda (łac. astrocystidium, astrocystidia) – rodzaj cystyd występujący u niektórych gatunków grzybów. Są to cystydy o wierzchołku podobnym do gwiazdy. Wierzchołek ten składa się z licznych spiczastych kryształków. Mogą być szkliste (hialinowe) lub barwne. Astrocystydy występują np. w rodzaju Hyphodontia (strzępkoząb). W rodzaju Resinicium (ząbkówka) kryształki główki są szkliste, zbudowane z szczawianu wapnia. Astrocystydy występują w hymenium, ale u niektórych gatunków Resinicium takie gwiazdkowate struktury występują również na strzępkach subikulum. Strzępki te wyglądają jak zredukowane astrocystydy. 